# CPS
Cost-per-Sale (с англ. — «цена за продажу») или Pay-per-Sale (с англ. — «оплата за продажу») — вариант оплаты интернет-рекламы, при которой рекламодатель платит за покупки, совершенные привлеченными на сайт пользователями. Это один из частных случаев модели CPA (Cost Per Action), при которой оплачиваются только пользователи, совершившие целевое действие на сайте рекламодателя.
Совершенной продажей считается любое действие, при котором пользователь в явном виде сообщил о своём желании совершить покупку: указал необходимую информации о себе, перевел аванс или полной оплату товара на счет продавца.

## Требования к рекламодателю для работы по модели PPS
- Рекламодатель должен иметь собственный сайт.
- Сайт должен продавать товар, востребованный широким кругом покупателей (в противном случае, стоимость привлечения покупателя может оказаться больше стоимости самого товара).
- На сайте рекламодателя не должно быть альтернативных способов совершения покупки, кроме заказа онлайн (иначе невозможно отследить сколько точно пользователей были привлечены рекламой).

## История
Модель Pay-per-Sale является одним из сложных видов партнерской программы, широко распространенной во многих, в том числе оффлайновых областях бизнеса.
Первоначально в Сети модель PPS была распространена в области интернет-торговли, прежде всего, в формате «партнерской витрины». Веб-мастера с помощью специальных скриптов размещали у себя на сайтах витрину стороннего интернет-магазина и получали процент с каждой совершенной покупки.
Наибольшее распространение PPS-модель получила, когда такую форму оплаты стали поддерживать крупные баннерные сети. Поддержка стала возможной благодаря широкому распространению рынка коммерческих интернет-услуг, внедрению систем электронных платежей, а также появлению систем статистики, которые позволяют отслеживать все действия пользователя в Сети с момента показа баннера до момента совершения покупки.